# Angelica Vanessa Garnett
Angelica Vanessa Garnett (ur. 25 grudnia 1918, zm. 4 maja 2012) – brytyjska artystka, malarka i pisarka. Autorka wspomnień pt. Deceived with Kindness (1984), w których opisała swoje doświadczenia związane z wychowaniem się w grupie wpływowych artystów i intelektualistów zwanych Grupą Bloomsbury.

## Życie rodzinne
Angelica Garnett urodziła się na farmie Charleston w hrabstwie East Sussex w Boże Narodzenie 1918. Była biologiczną córką malarza Duncana Granta i Vanessy Bell, jej ciotką była Virginia Woolf.
Do lata 1937, kiedy Garnett miała 18 lat, wierzyła, że jej biologicznym ojcem był Clive Bell, mąż Vanessy, nie homoseksualny Grant, jednak rzeczywistość była sekretem w kręgu Bloomsbury. Mimo że nie został podpisany dokument rozwodu ani separacji, małżeństwo Bellów dobiegło końca w 1916. W tym samym czasie Vanessa wynajęła Charleston, aby Duncan Grant, w którym się zakochała, oraz jego domniemany kochanek, David Garnett, mogli pracować tam jako robotnicy rolni. Byli obdżektorami. Grant i Vanessa Bell mieszkali wspólnie po domniemanym zakończeniu ich związku seksualnego. Clive Bell odwiedzał ich podczas weekendów.
Kiedy Vanessa Bell poinformowała córkę o jej prawdziwym pochodzeniu, poradziła, aby o nim nie wspominała. Miało to przeciwdziałać roznoszeniu się plotek przez służbę oraz zachować możliwość dziedziczenia przez dziewczynę po ojcu – Clivie Bellu, który zapewnił spadek dwóm wnukom. Angelica dorastała w przekonaniu, że właśnie tych dwoje wnucząt, synowie Vanessy i Clivea: Julian Bell, który został zabity w 1937 roku podczas hiszpańskiej wojny domowej, oraz historyk sztuki Quentin Bell, byli jej biologicznymi braćmi, nie przyrodnimi. Vanessa pocieszała się myślą, że jej córka miała dwoje ojców, w rzeczywistości, jak pisała Angelica, nie mam żadnego.

## Edukacja
Angelica dorastała w Charleston, pobłażliwie traktowana przez matkę i otoczona artystami, pisarzami i intelektualistami z Grupy Bloomsbury. Po jej 14. urodzinach Virginia Woolf podarowała jej budżet przeznaczony na ubrania wielkości £100 rocznie.
W wieku 10 lat została wysłana do szkoły z internatem Langford Grove w Essex. Spędziła kilka miesięcy w Rzymie, a w 1935 przeprowadziła się do Paryża, gdzie zamieszkała z artystką Zoum Walter oraz jej mężem Francois, pisarzem. Angelica pokochała Francję do tego stopnia, że w ostatnich 30 latach życia postanowiła osiedlić się w niej na stałe. W 1936 odwiedziła Londyńskie Studio Teatralne, by uczyć się pod opieką Michaela Saint-Denis oraz Georga Devine'a. Przepisała się na studia historii sztuki w szkole Euston Road. Uczyli tam m.in. William Coldstream i Victor Pasmore.

## Małżeństwo
W 1942, w wieku 24 lat, wyszła za mąż za Davida Garnetta, wówczas redaktora, recenzenta i pisarza, którego matką była Constance Garnett, wybitna tłumaczka literatury rosyjskiej. Związek Angeliki i Davida rozpoczął się wiosną 1938, kiedy Garnett był mężem Rachel "Ray" Marshall, która umierała na raka.
Garnett należał do kręgu znajomych rodziców Angeliki. Był również kochankiem Duncana Granta, ojca Angeliki, który w tym samym czasie uwodził Vanessę Bell, matkę Angeliki. Kiedy urodziła się Angelica, Garnett napisał o dziecku do Lyttona Stracheya: Jej piękno jest niezwykłe… Myślę o poślubieniu jej; kiedy ona będzie miała 20 lat, ja będę miał 46 – czy będzie to skandaliczne?. W rzeczywistości Garnett miał prawie 50 lat w chwili ślubu. Mimo konsternacji rodzice Angeliki nie poinformowali córki o szczegółach z przeszłości Garnetta, chociaż wielu znajomych rodziny próbowało ostrzec ją przed małżeństwem. Angelica straciła dziewictwo z Garnettem w sypialni domu H.G. Wellsa.
Para przeniosła się do posiadłości Hilton Hall w Cambridgeshire, którą David Garnett kupił w 1924. Jego nowela Aspects of Love (1955) poświęcona Angelice i zawierające skomplikowane historie rodzinne została później przełożona na bardzo udany musical Andrew Lloyda Webbera. Garnettowie rozwiedli się w 1967.
Przez pewien czas Angelica była zakochana w George’u Bergenie, rosyjsko-żydowskim malarzu, który był kolejnym z kochanków Duncana Granta, ale związek ten nie trwał długo.

## Wspomnienia
W 1984 Angelica Garnett opublikowała swoje wspomnienia pt. Deceived with Kindness: A Bloomsbury Childhood. Książka była bezpośrednia i ostro krytyczna w opisie wychowania Angeliki i relacji z rodzicami, ujawniając niezdolność Grupy Bloomsbury do konfrontacji z głębokimi osobistymi uczuciami. We wspomnieniach Garnett napisała: Moje marzenie o idealnym ojcu – niezrealizowane – opętało mnie i robiło to przez resztę mojego życia. Moje małżeństwo było tylko jego kontynuacją i prawie mnie pochłonęło. Książka otrzymała nagrodę J.R. Ackerley w dziedzinie autobiografii w 1985.
Garnett była też autorką wspomnień pt. The Eternal Moment (1998). Opublikowała tom autobiograficznej fikcji zatytułowany The Unspoken Truth: A Quartet of Bloomsbury Stories (2010). W chwili śmierci pracowała nad autobiografią.

## Późniejsze życie i praca
Po rozstaniu z mężem Angelica Garnett przeprowadziła się do Islington na północy Londynu. Po śmierci Duncana Granta w 1978 wróciła do Charleston. Przed przeprowadzką do Francji, gdzie spędzała dużo czasu jako dziecko (szczególnie w Cassis, niedaleko Marysylii), mieszkała w Ringmer.
Garnett była zaangażowana w proces restaurowania posiadłości w Charleston, aby móc w niej otworzyć muzeum. Nadzorowała rekonstrukcję materiałów i wybór oraz nakładanie pigmentów. Zajmowała się również prowadzeniem wykładów i przemawianiem na festiwalach. W 1994 oddała na rzecz The Charleston Trust ponad 8000 szkiców i rysunków Duncana Granta i Vanessy Bell.
Angelica Garnett malowała przez resztę życia. Znana jest głównie z przedstawień martwej natury. Jej dzieła wystawiano w Europie i Ameryce. Tworzyła także mozaiki, projektowała okładki książek i tekstylia, zajmowała się dekoracją donic i w latach 80. XX w. zaczęła tworzyć rzeźby ze znalezionych przedmiotów i materiałów.
Ostatnie 30 lat życia spędziła w Forcalquier na południu Francji. Zmarła w Aix-en-Provence.

## Dzieci
Angelica Garnett miała z mężem Davidem cztery córki: Amaryllis Virginię (1943–1973), Henriettę (1945–2019), Nerissę, zwaną Nel (1946–2004) i jej siostrę bliźniaczkę Frances, zwaną Fanny (ur. 1946). Córki dorastały w Hilton Hall i uczęszczały tam do koedukacyjnej szkoły podstawowej.
Henrietta Garnett w wieku 17 lat wyszła za Lyttona Burgo Partridge, syna Frances Partridge, która była siostrą pierwszej żony Davida Garnett. Burgo Partridge zmarł niecały rok po ślubie na zawał serca. Trzy tygodnie przed jego śmiercią Henrietta urodziła ich córkę Sophie Vanessę. Henrietta w latach 60. XX w. należała do grupy arystokratycznych brytyjskich hippisów wiedzionej przez Marka Palmera. Tam poznała swoich dwóch kolejnych mężów: handlarza sztuki Johna Coupera i pisarza Johna Bakera. W 1977 próbowała popełnić samobójstwo skacząc z dachu londyńskiego hotelu, co poskutkowało wieloma długotrwałymi urazami. Na początku lat 80. XX w. przeniosła się do Francji z Markiem Divallem, który był ogrodnikiem Garnettów w Charleston. W 2001 wróciła do Anglii i kupiła dom w Chelsea. Zmarła w 2019 na raka trzustki.
Amaryllis Garnett studiowała aktorstwo w Londynie i w 1976 dołączyła do Royal Shakespeare Company. Grała w The Choice of Kings i The Go-Between (1971). Utopiła się w Tamizie w 1973 w wieku 29 lat podczas swojego pobytu w łodzi ojca w Cheyne Walk. Nigdy nie ustalono, czy śmierć była wypadkiem, czy samobójstwem.
Nerissa Garnett była malarką, fotografką i artystką ceramiczną. Jej styl był niespójny, interesowała się wieloma aspektami sztuki i była niezwykle uduchowiona. Przez wiele lat mieszkała w Szkocji, we wspólnocie Findhorn Foundation. Zmarła w 2004 na raka mózgu.